# Допра, Луи Франсуа
Луи́ Франсуа́ Допра́ (фр. Louis François Dauprat; 24 мая 1781, Париж — 16 июля 1868, там же) — французский валторнист, композитор и музыкальный педагог.

## Биография
В 1795—1798 гг. учился в Парижской консерватории у Жозефа Кенна, в качестве награды за первую премию, полученную на выпускных испытаниях, получил экспериментальный образец инструмента, изготовленный парижской мастерской Люсьена Жозефа Ру; ныне этот инструмент находится в музее Парижской консерватории.
В 1806—1808 гг. работал в оркестре Большого театра в Бордо, затем в 1808—1811 гг. в Парижской опере. Сменил своего учителя Кенна в должности профессора консерватории и занимал этот пост до 1833 г.; среди его учеников, в частности, Жак Франсуа Галле. При короле Луи-Филиппе был назначен придворным музыкантом.
Написанный Допра учебник (фр. Méthode pour cor alto et cor basse) представляет исторический и методический интерес. Ему принадлежат пять концертов для валторны с оркестром и камерные ансамбли различного состава.

## Список сочинений
- Концерт для валторны с оркестром №.1, соч. 1
- Концерт для второй (низкой) валторны №.2, соч. 9
- Концерт для валторны №.3, соч. 18
- Концерт для валторны №.4 «Памяти Джованни Пунто», соч. 19
- Концерт для валторны №.5, соч. 21
- Концертино для валторны
- Трио для трех валторн
- Секстет для 6 валторн, соч. 10
- Соната для валторны и арфы, соч. 2
- Квинтет для валторны и струнного квартета, соч. 6